# Allaedine Berrached
Allaedine Berrached (31 de enero de 1994) es un jugador de balonmano catarí que juega de extremo derecho. Es internacional con la selección de balonmano de Catar.
Disputó su primer Mundial con la selección catarí en el Campeonato Mundial de Balonmano Masculino de 2019.

## Palmarés internacional
| Juegos Asiáticos    | Juegos Asiáticos  | Juegos Asiáticos | Juegos Asiáticos |
| Año                 | Lugar             | Medalla          |                  |
| ------------------- | ----------------- | ---------------- | ---------------- |
| 2018                | Yakarta-Palembang | Medalla de oro   |                  |
| 2022                | Hangzhou          | Medalla de oro   |                  |
| Campeonato Asiático |                   |                  |                  |
| Año                 | Lugar             | Medalla          |                  |
| 2018                | Suwon             | Medalla de oro   |                  |
| 2020                | Ciudad de Kuwait  | Medalla de oro   |                  |
| 2022                | Dammam            | Medalla de oro   |                  |
| 2024                | Baréin            | Medalla de oro   |                  |